# Мачево
Ма́чево (мак. Мачево) — село у Північній Македонії, яке входить до общини Берово, що в Східному регіоні країни.
Громада складається з — 206 осіб (перепис 2002) і лише 681 македонці. Село розкинулося в гірській місцевості (середні висоти — 791 метрів) в історико-географічної області Мелешево.